# Luciana Santos
Luciana Barbosa de Oliveira Santos (Recife, 29 de diciembre de 1965) es una ingeniera eléctrica y política brasileña de ideología comunista, actual Ministra de Ciencia, Tecnología e Innovación desde el 1 de enero de 2023. Anteriormente fue vicegobernadora del estado de Pernambuco, elegida en 2018 y siendo la primera mujer en ocupar el cargo. Santos es militante del Partido Comunista de Brasil (PCdoB) desde 1987, partido del cual es Presidenta Nacional desde 2015.

## Biografía
Formada en Ingeniería Eléctrica por la Universidad Federal de Pernambuco, fue vicepresidenta de la Unión Nacional de los Estudiantes (UNE). Asumió el mandato de diputada estatal en 1996 y en 1998 fue elegida para un mandato completo.
En el año 2000 fue elegida, en segunda vuelta, como la primera alcaldesa comunista de Brasil en Olinda, Pernambuco. En 2004, Luciana Santos fue reelegida para el cargo en primera vuelta, ejerciéndolo hasta 2008.
Formó parte del gobierno estatal de Pernambuco, en la gestión del socialista Eduardo Campos, como Secretaria de Ciencia y Tecnología en 2009, dejando el cargo a inicios de 2010 para presentar su candidatura a diputada federal. En las elecciones, consiguió ser electa con 105.253 votos.
En 2015, fue elegida Presidenta de la dirección nacional del PCdoB, sucediendo a Renato Rabelo. Fue reconocida en la presidencia del partido durante el XIV Congreso del PCdoB, realizado en noviembre de 2017.
Luciana Santos fue candidata a la alcaldía de Olinda en 2016 y quedó en cuarto lugar en la primera vuelta, con 32.929 votos.
En las elecciones de 2018, fue elegida vicegobernadora del estado de Pernambuco en la candidatura del socialista Paulo Câmara, convirtiéndose en la primera mujer en ocupar dicho cargo en Pernambuco.
En 2019, Luciana Santos fue condenada por el Tribunal de Justicia de Pernambuco por improbabilidad administrativa, volviéndose inelegible durante 6 años y condenada a pagar una multa de cinco veces el valor de la remuneración recibida por la jefe del Ejecutivo en la fecha de la acción. Según la decisión, fue firmado un contrato fraudulento con una empresa para la iluminación pública de Olinda durante su mandato como alcaldesa. En respuesta, Luciana Santos afirmó que no recibió ni desvió ninguna cantidad de dinero público, que el Tribunal de Cuentas de Pernambuco no encontró nada ilícito y que recurriría la decisión.
En 2020, igual que el Gobernador de Pernambuco, dio positivo en COVID-19.
En 2021 fue reelegida en la Presidencia Nacional del Partido Comunista de Brasil (PCdoB) para los siguientes cuatro años. Lideró al Partido en las conmemoraciones del centenario del primer Partido Comunista Brasileño.

## Ministra de Ciencia y Tecnología
En diciembre de 2022 fue anunciada como Ministra de Ciencia y Tecnología para el tercer gobierno de Lula da Silva, siendo la primera mujer en comandar dicho ministerio.